# Gomphichis bogotensis
Gomphichis bogotensis är en orkidéart som beskrevs av Jany Renz. Gomphichis bogotensis ingår i släktet Gomphichis och familjen orkidéer. Inga underarter finns listade i Catalogue of Life.